# 1648년
1648년은 수요일로 시작하는 윤년이다.

## 연호
- 남명(南明) 영력(永曆) 2년
- 청(淸) 순치(順治) 5년
- 일본(日本) 쇼호(正保) 5년 / 게이안(慶安) 원년
- 후 레 왕조(後黎朝) 푹타이(福泰) 6년
- 막 왕조(莫朝) 투언득(順德) 11년

## 기년
- 남명(南明) 소종 영력제(昭宗 永曆帝) 2년 / 감국 노왕(監國魯王) 3년 / 감국 회왕(監國淮王) 원년
- 류큐(琉球) 쇼시쓰왕(尚質王) 원년
- 청(淸) 세조 순치제(世祖 順治帝) 5년
- 조선(朝鮮) 인조(仁祖) 26년
- 후 레 왕조(後黎朝) 진종(眞宗) 6년

## 사건
- 10월 24일 - 베스트팔렌 조약 체결. 30년 전쟁 종전.

## 탄생
- 4월 9일 - 스페인 왕위계승전쟁의 잉글랜드 군인 골웨이 백작. (~1720년)
- 11월 6일 - 조선의 왕족, 인조의 손자 복평군. (~1700년)